# الارتجال في كل مكان (منظمة)
منظمة الارتجال في كل مكان (غالبًا ما يتم اختصارها باللغة الانجليزية الى: IE ) (أختصارها باللغة العربية هو: ا ف ك م) هي منظمة فن أداء كوميدية مقرها في مدينة نيويورك ، تم تشكيلها في عام 2001 من قبل تشارلي تود. شعار المنظمة هو "نحن نسبب المشاهد".
تجري المنظمة مقالب يطلقون عليها اسم "المهمات" في الأماكن العامة. الهدف المعلن لهذه المقالب أو المهمات في الأمان العامة هو إحداث مشاهد من "الفوضى والبهجة". تستخدم بعض مهام أو مقالب المنظمة المئات أو حتى الآلاف من فناني الأداء وتشبه هذه الاستخدامات لفناني الأداء التجمعات المفاجئ. صرَّح برنامج "الارتجال في كل مكان" بأنهم لا يقارنون عملهم بمصطلح "التجمعات المفاجئ".
في حين أن تم إنشاء "الارتجال في كل مكان" قبل يوتيوب بسنوات ، نمت المجموعة تحت سمعة سيئة منذ انضمامها إلى الموقع في أبريل 2006. حتى الآن ، تمت مشاهدة مقاطع فيديو قناة الارتجال في كل مكان أكثر من 470 مليون مرة على موقع يوتيوب. لديهم أكثر من 1.9 مليون مشترك في يوتيوب. في عام 2007 ، أطلقت المجموعة النار على طيار تلفزيوني لشبكة ان بي سي التلفزيونية . في مايو 2009 ، أصدرت هاربر كولنز كتابًا عن الارتجال في كل مكان, التسبب في حدوث مشهد الكتاب ، الذي كتبه المؤسس تشارلي تود وكبير العملاء أليكس سكورديليس، هو نظرة من وراء الكواليس على بعض الأعمال المثيرة للمنظمة. في عام 2013 ، تم عرض فيلم وثائقي طويل عن الارتجال في كل مكان في مهرجان ساوث باي ساوث ويست في أوستن ، تكساس. تم إصدار الفيلم ، الذي يحمل عنوان نحن نتسبب بحدوث مشاهد ( باللغة الانجليزية: We Cause Scenes )، رقميًا على اي تيونز، نتفليكس ومنصات أخرى في عام 2014.
في عام 2019 ، أنتجت شركة الارتجال في كل مكان سلسلة ديزني + الحية: بيكسار في الحياة الواقعية أو ( باللغة الانجليزية: Pixar In Real Life )، والذي عُرض لأول مرة في 12 نوفمبر 2019 ، بمجموع من اثني عشر حلقة كان من المقرر إطلاقها بشكل شهري.

## الخلفية

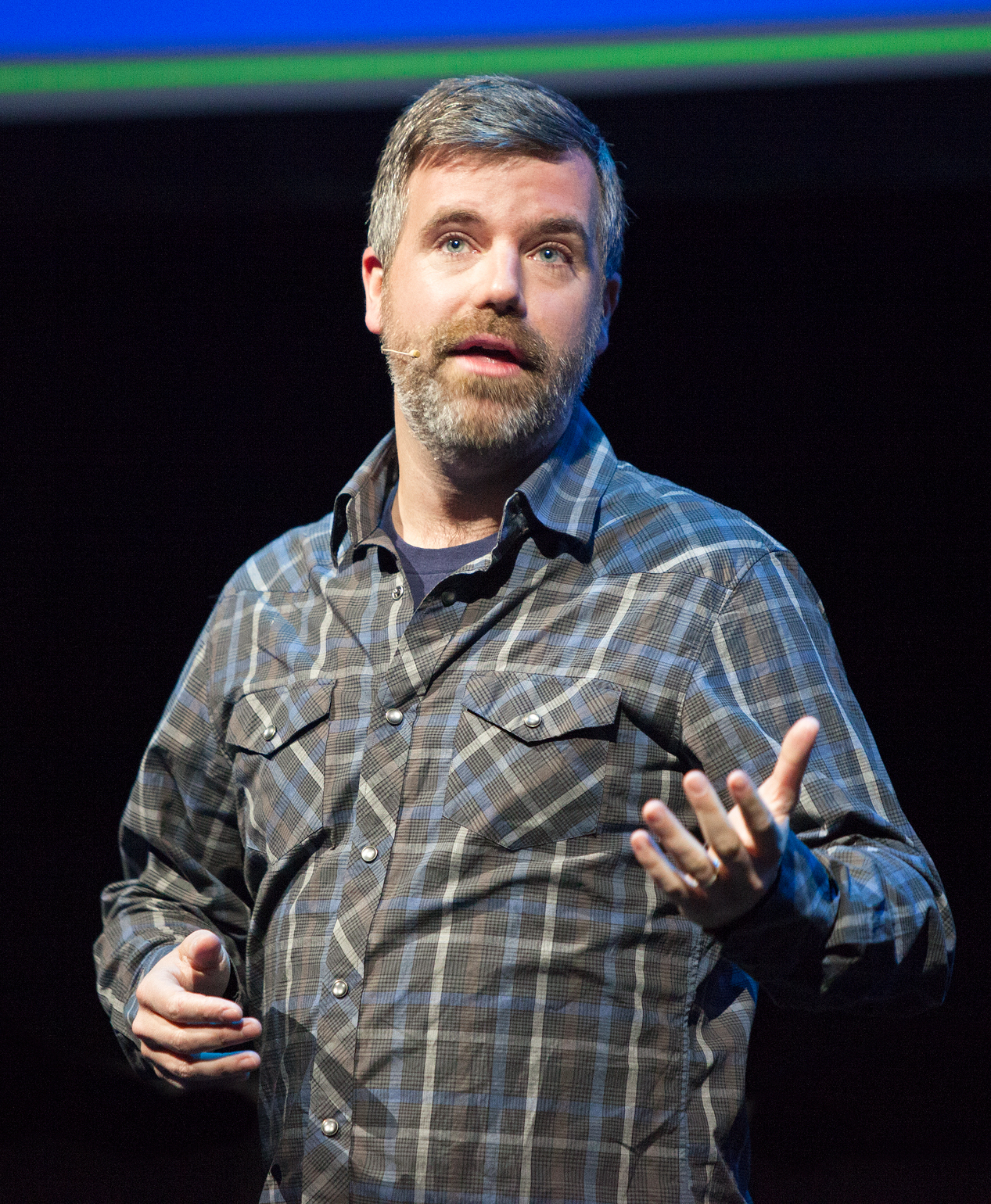
تشارلي تود

بعد تخرج تشارلي تود من جامعة نورث كارولينا في تشابل هيل ،  بدأ تشارلي تود المنظمة في أغسطس عام 2001. بعد أن مزح مزحة في حانة في مانهاتن مع بعض الأصدقاء الخاصين به. في وقت لاحق من ذلك العام ، بدأ تشارلي تود في تلقي دروس في مسرح لواء المواطنين المستقيمين أو (باللغة الانجليزية: Upright Citizens Brigade Theatre ) في مدينة نيويورك حيث التقى لأول مرة بمعظم "كبار الوكلاء" في إيفرينو إيفريوير. كان لأصحاب مسرح لواء المواطنين المستقيمين ( أختصار اسم المسرح باللغة العربية هو (ل م م) باللغة الانجليزية (UCB) مسلسل تلفزيوني عرض من عام 1998 إلى عام 2000 على كوميدي سنترال .كان المسلسل كوميديًا مبدئيًا وغالبًا ما صورت ال( ل م م ) شخصياتها في الأماكن العامة بكاميرات خفية وعرضتها. كان كل من مسلسل ( ل م م) وتعاليمهم حول الارتجال مؤثرين على منظمة الارتجال في كل مكان.

## المهام (المقالب)/ الأحداث
تشترك جميع المهام أو المقالب في طريقة عمل معينة: يلعب الأعضاء ("العملاء") أدوارهم بشكل مستقيم تمامًا. تدعي منظمة الارتجال في كل مكان أن المهمات أو المقالب، تهدف إلى الضحك وتهدف أيضا إلى تجربة إيجابية.

### جراند سنترال المجمد
يعد فيديو "جراند سنترال المجمد" أو (باللغة الانجليزية: Frozen Grand Central) مقطع الفيديو الأكثر شهرة على موقع منظمة الارجال في كل مكان ، والذي حصد أكثر من 35 مليون مشاهدة. يصور مقطع الفيديو الذي تبلغ مدته دقيقتان, 207 من وكلاء منظمة الارجال في كل مكان يتجمدون في مكانهم في وقت واحد لمدة خمس دقائق في محطة غراند سنترال في نيويورك. أعلن مارتن بشير في برنامج نايتلاين أن الفيديو كان "من أكثر اللحظات المسلية على الإطلاق. وفقًا لتشارلي تود ، أعاد المعجبون المقلب هذا في 100 مدينة حول العالم.

## للقراءة المتعمقة
- تشارلي تود وأليكس سكورديليس ، التسبب في مشهد ، HarperCollins ، 2009